# Raluca Ciochină
Raluca Ciochină (* 16. Februar 1983 in Bukarest, Sozialistische Republik Rumänien) ist eine ehemalige rumänische Tennisspielerin.

## Karriere
Ciochină spielte vorrangig auf der ITF Women’s World Tennis Tour, wo sie zwei Titel im Einzel gewinnen konnte.
Für die Rumänische Billie-Jean-King-Cup-Mannschaft spielte Ciochină zwischen 2000 und 2002 in sechs Begegnungen, wo sie von insgesamt zehn Matches fünf gewinnen konnte, davon zwei Einzel und drei Doppel.

## College Tennis
Ciochină studierte an der University of Pennsylvania und spielte für die dortige College-Damentennismannschaft Quakers.

## Turniersiege

### Einzel
| Nr. | Datum           | Turnier  | Kategorie   | Belag | Finalgegnerin | Ergebnis      |
| --- | --------------- | -------- | ----------- | ----- | ------------- | ------------- |
| 1.  | 15. August 1999 | Bukarest | ITF $10.000 | Sand  | Bianca Kamper | 6:0, 6:1      |
| 2.  | 27. August 2000 | Bukarest | ITF $10.000 | Sand  | Adriana Burz  | 6:2, 5:7, 6:4 |